# Amerikaanse presidentsverkiezingen 1864

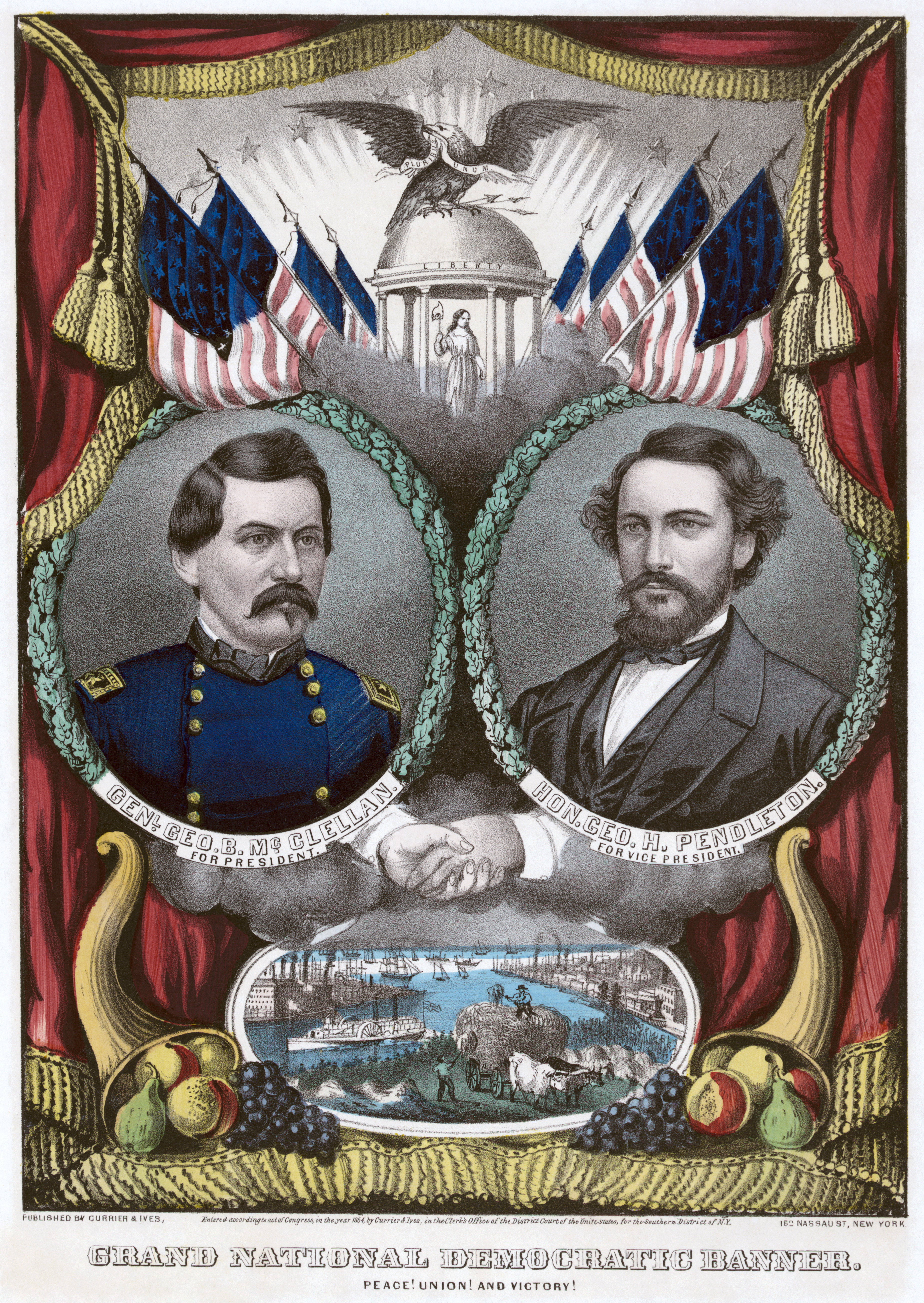
Verkiezingsposter uit 1864

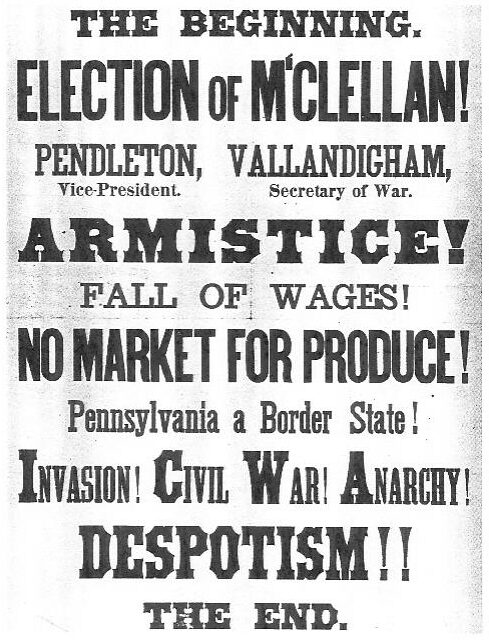
Verkiezingsposter uit 1864 die tegen een overwinning van McClellan waarschuwt

De Amerikaanse presidentsverkiezingen van 1864 te midden van de gebeurtenissen van de Amerikaanse Burgeroorlog waren een strijd tussen de Republikeinse kandidaat Abraham Lincoln en zijn Democratische rivaal George McClellan. Lincoln leidde het ticket van de National Union Party, een coalitie tussen Lincolns Republikeinen en noordelijke Democraten die voor voortzetting van de oorlog waren. Het was na de verkiezingen van 1812 de tweede maal dat er presidentsverkiezingen werden gehouden in oorlogstijd.
De zuidelijke staten die de Geconfedereerde Staten van Amerika hadden gevormd namen geen deel aan de verkiezingen.

## Nominaties
De Republikeinse Partij nomineerde de zittend president Lincoln als kandidaat samen met de Democraat Andrew Johnson die Hannibal Hamlin verving als vicepresidentskandidaat. Lincoln en Johnson namen de titel National Union Party aan gedurende de campagne.
Bij de intern verdeelde Democraten werden McClellan en George H. Pendleton genomineerd voor de verkiezingen. McClellan, die voortzetting van de oorlog voorstond, stond zelf niet achter het verkiezingsprogramma van zijn partij

## Presidentskandidaten

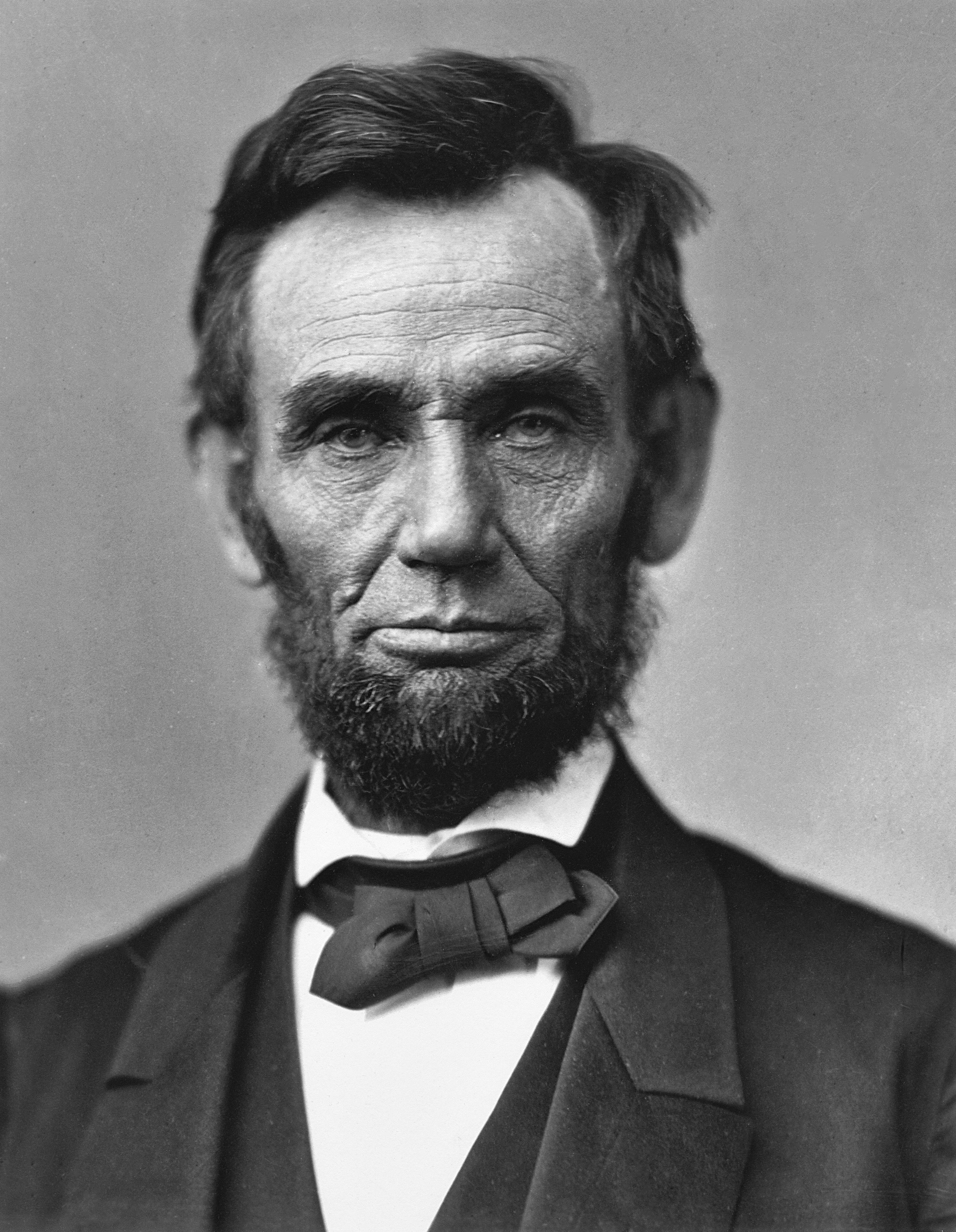
President Abraham Lincoln uit Illinois Nationale Uniepartij (Republikeinse Partij)
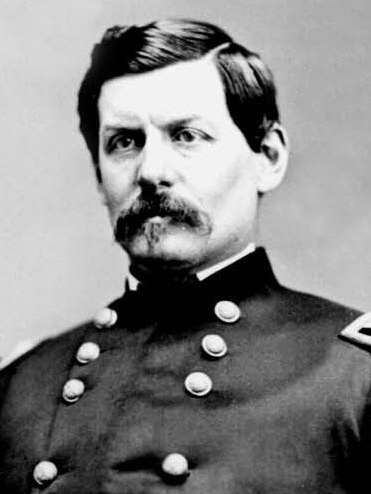
Major General (b.d.) George McClellan uit New Jersey Democratische Partij

- President 
 Abraham Lincoln
uit Illinois 
 Nationale Uniepartij
(Republikeinse Partij)
- Major General (b.d.) 
George McClellan
uit New Jersey
Democratische Partij

### Vicepresidentskandidaten

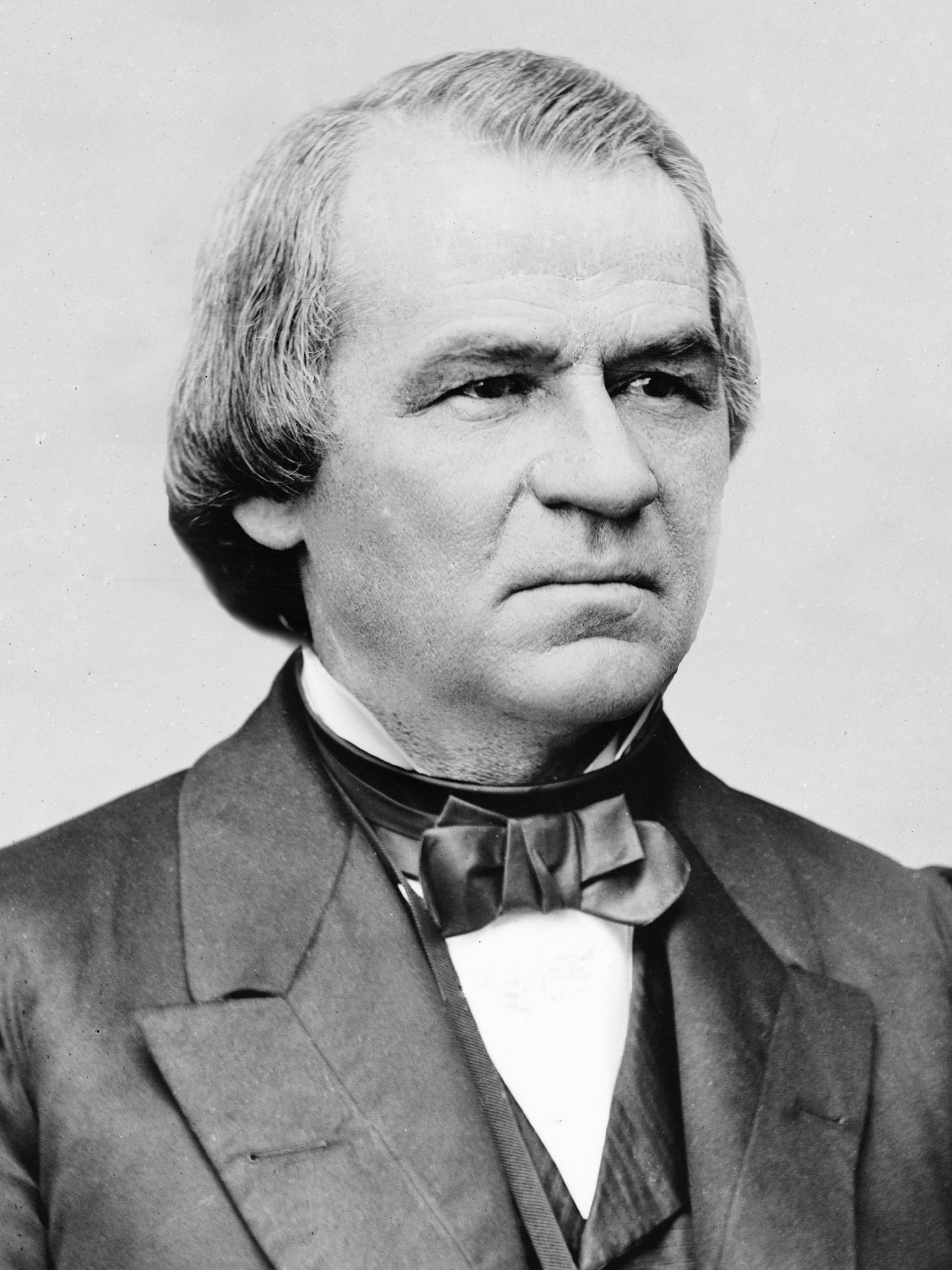
Gouverneur Andrew Johnson uit Tennessee Nationale Uniepartij (Democratische Partij)
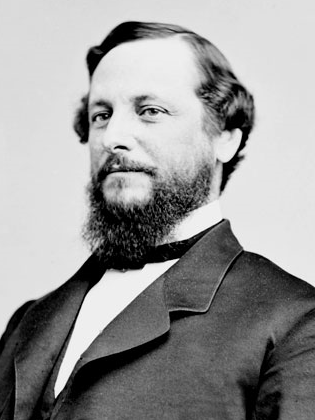
Afgevaardigde George Pendleton uit Ohio Democratische Partij

- Gouverneur 
 Andrew Johnson 
 uit Tennessee 
 Nationale Uniepartij 
 (Democratische Partij)
- Afgevaardigde 
 George Pendleton 
 uit Ohio 
 Democratische Partij

## Campagne
Bij aanvang van de campagne leken de kansen op een snelle overwinning van de Unie verre van zeker. De Republikeinen waren ontevreden met het beleid van Lincoln en de radicale vleugel van de partij onder leiding van John Charles Frémont deed een poging de herverkiezing van Lincoln te voorkomen. Gedurende de zomer en het najaar van 1864 werden echter enkele belangrijke overwinningen behaald door de noordelijke legers. William T. Shermans opmars naar Atlanta en de successen van het Army of the Potomac onder leiding van opperbevelhebber Ulysses S. Grant zorgden voor een hernieuwd optimisme dat een overwinning van de Unie niet lang meer op zich zou laten wachten.
Tegen deze ontwikkelingen in voerde de Democratische kandidaat McClellan een anti-oorlogscampagne, met als streven onderhandelingen met de Geconfedereerde Staten te beginnen over vredesvoorwaarden. De Republikeinen antwoordden met de slogan: "Don't change horses in the middle of a stream" (vrij vertaald: "verwissel niet van paard in het midden van een rivier") en wezen op de versterkte positie van de Unie tegenover de steeds verder zwakker wordende zuidelijke staten.

## Uitslag
De 11 staten die in 1864 de Geconfedereerde Staten uitmaakten namen geen deel aan de verkiezingen, hoewel er in delen van Tennessee en Louisiana, die door Unie-troepen werden, gecontroleerd wel werd gestemd. Deze twee staten hadden echter geen vertegenwoordigers in het kiescollege.
Lincoln veroverde tijdens de verkiezingen 55% van de stemmen tegenover 45% voor de Democraat McClellan. In het kiescollege was de marge veel ruimer en won Lincoln met 212 tegen 21 stemmen, een zeer ruime meerderheid. Alleen Kentucky, New Jersey en Delaware werden door McClellan gewonnen.
| Kandidaat        | Partij                                      | Stemmen   | Percentage | Kiesmannen | Running mate     |
| ---------------- | ------------------------------------------- | --------- | ---------- | ---------- | ---------------- |
| Abraham Lincoln  | Republikeinse Partij (National Union Party) | 2.211.317 | 55,0%      | 212        | Andrew Johnson   |
| George McClellan | Democratische Partij                        | 1.806.227 | 45.0%      | 21         | George Pendleton |
| Overigen         |                                             | 658       | 0,0%       | 0          |                  |
| TOTAAL           |                                             | 4.018.202 | 100%       | 233        |                  |